# Alright (Sam Fender)
Alright è un singolo del musicista britannico Sam Fender, pubblicato il 15 luglio 2022.

## Video musicale
Il video musicale è stato concepito come un lyric video.

## Tracce
1. Alright – 4:24